# 薩利納 (科羅拉多州)
薩利納（英語：Salina）是位於美國科羅拉多州圓石縣的一個非建制地區。

## 地理
薩利納的座標為40°03′02″N 105°22′21″W / 40.05056°N 105.37250°W，而該地最高點為海拔高度2009米（即6591英尺）。

## 人口
根據2010年美國人口普查的數據，薩利納的面積為5.00平方千米，當中陸地面積為5.00平方千米，而水域面積為5.00平方千米。當地共有人口500人，而人口密度為每平方千米100人。